# Tinghu

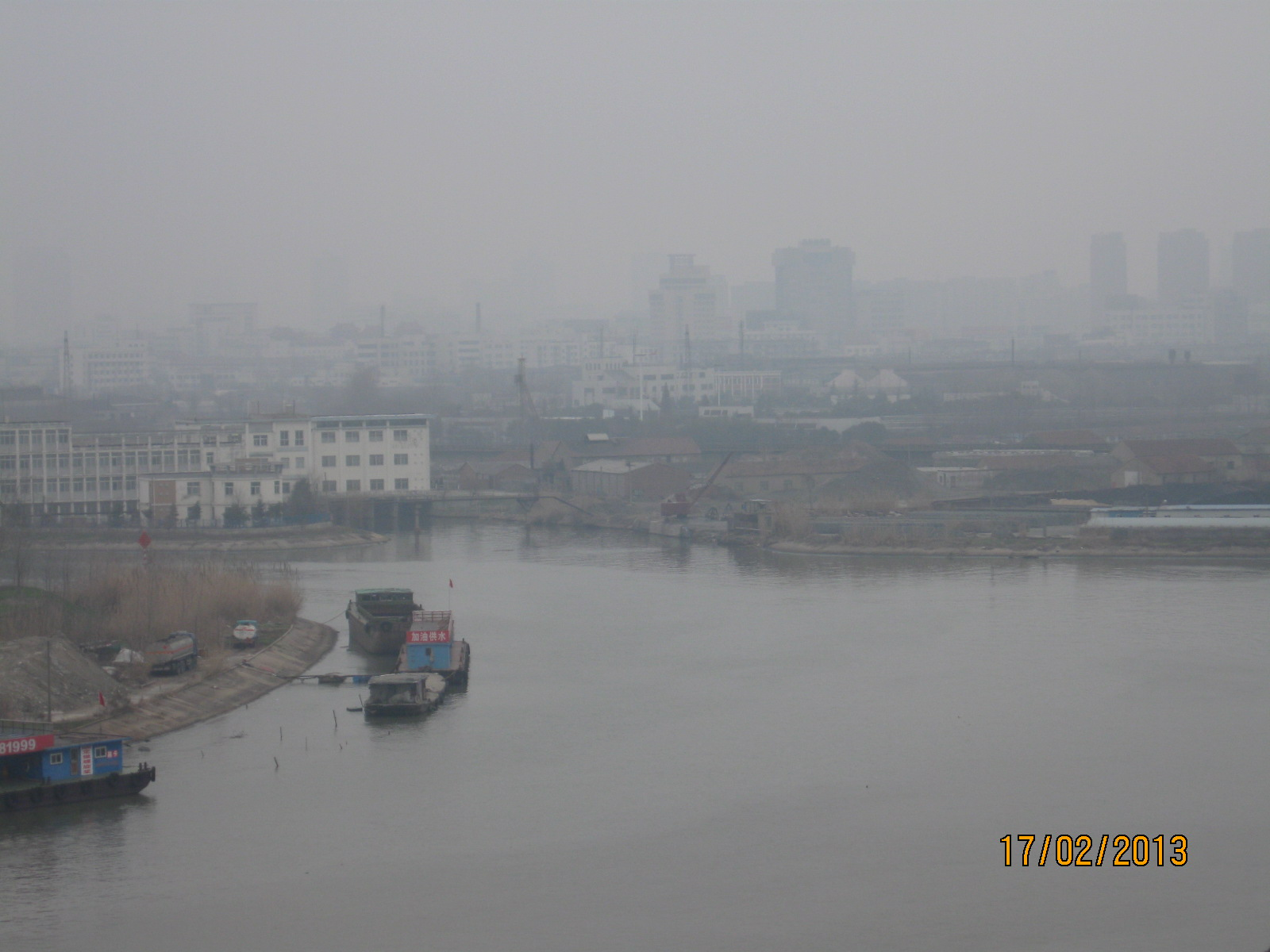
Tinghu, 2013

Tinghu (chinesisch 亭湖区, Pinyin Tínghú Qū) ist ein chinesischer Stadtbezirk in der Provinz Jiangsu. Er gehört zum Verwaltungsgebiet der bezirksfreien Stadt Yancheng. Er hat eine Fläche von 731,9 Quadratkilometern und zählt 904.514 Einwohner (Stand: Zensus 2010). Er ist Regierungssitz von Yancheng.

## Administrative Gliederung
Auf Gemeindeebene setzt sich der Stadtbezirk aus sieben Straßenvierteln und acht Großgemeinden zusammen. 